# Thibault de Montalembert
Pour les articles homonymes, voir Montalembert.
Thibault de Montalembert est un comédien et metteur en scène de théâtre français né le 10 février 1962 à Laval (Mayenne).
Il a été pensionnaire de la Comédie-Française de 1994 à 1996 ; il est également la voix francophone régulière de Hugh Grant.

## Biographie
Issu de la famille de Montalembert, Thibault Charles Marie Septime de Montalembert est le dernier d'une fratrie de sept enfants. Il grandit à Argentré (53210) et dans le château familial de Hauterive, vendu en 1975. Il est le fils d'un ancien militaire devenu entrepreneur, Pierre Marie Charles François de Montalembert (1914-2009), et d'une mère d'origine irlandaise, Yolande FitzGerald (1916-2011) ; il est le benjamin d'une famille de six frères (dont l'écrivain Hugues de Montalembert) et sœurs. Il est formé au cours de Jean Périmony, dans la classe libre du cours Florent où Francis Huster fut son professeur, puis à l’École des Amandiers de Nanterre dirigée par Patrice Chéreau et Pierre Romans,. Il entre comme pensionnaire à la Comédie-Française où il restera deux ans. Comédien de théâtre, il joue également au cinéma – notamment avec Arnaud Desplechin qui lui donne des rôles importants dans ses trois premiers films au début des années 1990 –, à la télévision, à la radio ; il enregistre des livres et fait régulièrement des lectures publiques.
En 2007, il met en scène la Lettre au père de Franz Kafka au théâtre de la Bastille. En 2009, il ouvre son école : l’École de théâtre Thibault-de-Montalembert.
Entre 2015 et 2020, il incarne l'agent artistique Mathias Barneville, dans les quatre saisons de la série Dix pour cent, rôle qui le fait connaître du grand public.

### Vie privée
Thibault de Montalembert est divorcé d'Astrid de La Forest depuis 1989 et partage la vie de la comédienne Hélène Babu. Avec elle, il crée une école de théâtre, avant de mettre un terme à ce projet, « chronophage » et financièrement lourd. Il est le père d'un fils, Nevil, né en 1995 et agent artistique.

## Théâtre

### Comédien
- 1987 : Penthésilée de Heinrich von Kleist, mise en scène Pierre Romans, Festival d'Avignon, Théâtre Nanterre-Amandiers
- 1987 : Catherine de Heilbronn de Heinrich von Kleist, mise en scène Pierre Romans, Festival d'Avignon, Théâtre Nanterre-Amandiers
- 1987 : Platonov d'Anton Tchekhov, mise en scène Patrice Chéreau, Festival d'Avignon, Théâtre Nanterre-Amandiers
- 1988 : Chroniques d'une fin d'après-midi spectacle composé de fragments d'œuvres  d'Anton Tchekhov, mise en scène Pierre Romans, Festival d'Avignon
- 1988 : Hamlet de William Shakespeare, mise en scène Patrice Chéreau, Festival d'Avignon, Théâtre Nanterre-Amandiers, TNP Villeurbanne
- 1988 : Le Conte d'hiver de William Shakespeare, mise en scène Luc Bondy, Théâtre Nanterre-Amandiers, Festival d'Avignon, TNP Villeurbanne
- 1990 : Le Grand Cahier de Agota Kristof, mise en scène Jeanne Champagne
- 1992 : La Veuve de Corneille, mise en scène Christian Rist, Théâtre de l'Athénée-Louis-Jouvet
- 1993 : Janvier de Olivier Szulzynger, lecture Festival d'Avignon
- 1994 : Lucrèce Borgia de Victor Hugo, mise en scène Jean-Luc Boutté, Comédie-Française
- 1995 : Intrigue et Amour d'après Friedrich von Schiller, mise en scène Marcel Bluwal, Comédie-Française
- 1995 : Mille francs de récompense de Victor Hugo, mise en scène Jean-Paul Roussillon, Comédie-Française
- 1995 : Le Misanthrope de Molière, mise en scène Simon Eine, Comédie-Française
- 1996 : Le Chanteur d’opéra de Frank Wedekind, mise en scène Louis-Do de Lencquesaing, Théâtre de la Bastille
- 1997 : Le Chanteur d’opéra de Frank Wedekind, mise en scène Louis-Do de Lencquesaing, Théâtre de Nice
- 2000 : La Dame aux camélias de René de Ceccatty d’après Alexandre Dumas fils, mise en scène Alfredo Arias, Théâtre Marigny
- 2001 : Hamlet de Jules Laforgue, mise en scène Hervé Icovic, Théâtre du Petit Chien Avignon
- 2002 : Valparaiso de Don DeLillo, mise en scène Thierry de Peretti, Théâtre de la Bastille
- 2004 : Choses tendres de Marie de Beaumont, mise en scène Olivier Schneider, Théâtre Ouvert
- 2004 : Les Témoins ou Notre Petit Équilibre de Tadeusz Różewicz, mise en scène Lukasz Kos, Maison de la Poésie
- 2004 : Rimbaud est un autre d'Al Berto, Philippe Claudel, Pierre Michon, Arthur Rimbaud, mise en scène Nadine Eghels, Maison de la Poésie
- 2005 : Célébration d'Harold Pinter, mise en scène Roger Planchon, Théâtre du Rond-Point
- 2005 : Coloured Plates-Illuminations d'Arthur Rimbaud, mise en scène Thierry de Peretti, Théâtre de la Ville
- 2006 : Trahisons d'Harold Pinter, mise en scène Philippe Lanton, Théâtre de l'Athénée
- 2007 : Display de Joseph Danan, mise en scène Jacques Bonnaffé
- 2009 : Sweet Home d'Arnaud Cathrine, mise en scène Jean-Pierre Garnier, Théâtre de la Tempête
- 2012 : Race de David Mamet, mise en scène Pierre Laville, Comédie des Champs-Élysées
- 2013 : Race de David Mamet, mise en scène Pierre Laville, tournée
- 2016 : Politiquement correct de Salomé Lelouch, mise en scène de l'auteur, La Pépinière-Théâtre
- 2018 : Dépendances de Charif Ghattas, mise en scène de l'auteur, théâtre Hébertot
- 2018 : Macbeth de William Shakespeare, théâtre de Semur-en-Auxois
- 2019 : Politiquement correct de et mes Salomé Lelouch, Théâtre de l'Oeuvre
- 2019 : En garde à vue de John Wainwright, mise en scène Charles Tordjman, théâtre Hébertot
- 2020 : Dépendances de Charif Ghattas, mise en scène de l'auteur, théâtre du Rond-Point
- 2021 : J'invite le colonel !, d'Eugène Labiche, mise en scène Hélène Babu, tournée
- 2024 : Un homme qui boit rêve toujours d’un homme qui écoute de Denise Chalem, théâtre 13ème Art à Paris

### Metteur en scène
- 2007 : Lettre au père de Franz Kafka, avec Thierry de Peretti, Théâtre de la Bastille

## Filmographie

### Cinéma
- 1987 : Hôtel de France de Patrice Chéreau : Nicolas
- 1987 : L'Amoureuse de Jacques Doillon: Thibault
- 1991 : La Vie des morts d'Arnaud Desplechin (moyen métrage) : Christian MacGillis
- 1991 : Lola Zipper d'Ilan Duran Cohen : Stéphane
- 1992 : Indochine de Régis Wargnier : Charles-Henri
- 1992 : La Sentinelle d'Arnaud Desplechin : Jean-Jacques
- 1993 : La Petite Apocalypse de Costa-Gavras : l'assistant d'Arnold
- 1993 : Henri le vert (Der grüne Heinrich) de Thomas Koerfer : Henri le Vert
- 1994 : Du fond du cœur de Jacques Doillon : Prosper de Barante
- 1994 : Jefferson à Paris (Jefferson in Paris) de James Ivory : l'assistant
- 1996 : Comment je me suis disputé… (ma vie sexuelle) d'Arnaud Desplechin : Bob
- 1996 : Love, etc. de Marion Vernoux : Bob
- 1998 : Cuisine américaine de Jean-Yves Pitoun : Vincent
- 1999 : Mes amis de Michel Hazanavicius : Marc
- 1999 : Lovers de Jean-Marc Barr : Jean-Marc
- 1999 : Les Infortunes de la beauté de John Lvoff : Vincent
- 2000 : La Chambre obscure de Marie-Christine Questerbert :
- 2000 : Vive nous ! de Camile de Casabianca : Yves
- 2000 : Stardom de Denys Arcand : l'intellectuel français
- 2001 : Le Pornographe de Bertrand Bonello : Richard
- 2002 : Dans ma peau de Marina de Van : Daniel
- 2003 : Shimkent Hotel de Charles de Meaux : le docteur de Montalembert
- 2005 : Une histoire de pieds de Stéphane Foenkinos et David Foenkinos (court métrage) : Pierre
- 2006 : Aurore de Nils Tavernier : le conseiller
- 2006 : Le Pressentiment de Jean-Pierre Darroussin : l'inspecteur
- 2006 : Je vais bien, ne t'en fais pas de Philippe Lioret : le psychiatre
- 2006 : Indigènes de Rachid Bouchareb : le capitaine Martin
- 2010 : Hors-la-loi de Rachid Bouchareb : Morvan
- 2011 : Léa de Bruno Rolland : Martin Itzinger
- 2013 : Le Grand Retournement de Gérard Mordillat : le premier ministre
- 2015 : For This Is My Body de Paule Muret : le manager
- 2016 : Chocolat de Roschdy Zem : Jules Moy
- 2016 : Éternité de Tran Anh Hung : le père de Valentine
- 2016 : L'Odyssée de Jérôme Salle : Etienne Deshaies
- 2017 : Aurore de Blandine Lenoir : Totoche
- 2017 : Jalouse de David Foenkinos, Stéphane Foenkinos : Jean-Pierre
- 2017 : Le Portrait interdit de Charles de Meaux : frère Castiglione
- 2019 : Le Roi (The King)de David Michôd : Charles VI
- 2020 : Miss de Ruben Alves : Lola
- 2021 : King de David Moreau : Paul Sauvage
- 2022 : À l'Ouest, rien de nouveau (Im Westen nichts Neues) d'Edward Berger : Ferdinand Foch
- 2023 : AKA de Morgan S. Dalibert : Kruger
- 2023 : Un jour fille de Jean-Claude Monod : Maître Vermeil
- 2023 : My Mother's Wedding (North Star) de Kristin Scott-Thomas
- 2025 : Adieu Jean-Pat de Cécilia Rouaud : Henri Galibert

### Télévision
- 1988 : L'Argent de Jacques Rouffio (téléfilm) : Maxime
- 1988 : Au nom du peuple français de Maurice Dugowson : le substitut du président
- 1990 : V comme vengeance, épisode Vol d'enfant de Luc Béraud (série télévisée) :
- 1991 : Les Enfants de la plage de Williams Crépin (téléfilm) : Gérard "Le Grondin"
- 1994 : Jalna de Philippe Monnier (mini série) : Arthur Leight
- 1994 : Il faut qu'une porte soit ouverte ou fermée de Benoît Jacquot (court-métrage)
- 1995 : Julie Lescaut, saison 4 Week-end, de Marion Sarraut (série télévisée) : Bosetti
- 1996 : Navarro, épisode Le Cimetière des sentiments de Patrick Jamain (série télévisée) : Dessantis
- 1996 : Crime sans témoin de Thierry Binisti (téléfilm) : Luc Vaillant
- 1997 : Docteur Sylvestre, épisode La Vie entre quatre murs de Christian François (série télévisée) : Simon
- 1997 : Les Infidèles de Randa Chahal Sabag (téléfilm) : Charles
- 1998 : La Dernière des romantiques de Joyce Buñuel (téléfilm) : Alain
- 1998 : Premier de cordée d'Édouard Niermans et Pierre-Antoine Hiroz (série télévisée) : Walter von Drexel
- 1998 : Marseille de Didier Albert (mini série télévisée) : Antoine Fabiani
- 1999 : De père en fils de Jérôme Foulon (téléfilm) : Romain
- 1999 : Vertiges, épisode Rendez-vous avec la mort de Christian François (série télévisée) : commissaire Martin Aranche
- 1999 : Voleur de cœur de Patrick Jamain (téléfilm) :
- 2001 : Un cœur oublié de Philippe Monnier (téléfilm) : Monsieur de Vallières
- 2002 : Un petit Parisien de Sébastien Grall (téléfilm) : Claude
- 2004 : Un fils sans histoire de Daniel Vigne (téléfilm) : Jean
- 2006 : Trois jours en juin de Philippe Venault (téléfilm) : Marchal
- 2007 : Boulevard du Palais, épisode Un petit coin sans histoire de Philippe Venault (série) : juge Paul Robesse.
- 2009 : Chez Maupassant : Aux champs d'Olivier Schatzky (téléfilm) : Henri d'Hubières
- 2009 : Inéluctable de François Luciani (téléfilm) : Chauffour
- 2009 : Mourir d'aimer de Josée Dayan (téléfilm) : le père de Lucas Malzieu
- 2009 : Un viol de Marion Sarraut (téléfilm) : Maître Taïeb
- 2010 : Vital Désir de Jérôme Boivin (téléfilm) : Hugo
- 2010 : Les Vivants et les morts de Gérard Mordillat (mini série) : Gasnier
- 2010-2012 : Les Enquêtes du commissaire Laviolette, épisodes Le Sang des Atrides, Le Tombeau d'Hélios, Le Secret des andrônes (série) : juge Chabrand
- 2011 : La Loi selon Bartoli, saison 1 épisode 2 de Charlotte Brändström (série) : Monsieur Stloeffer
- 2011 : L'Épervier de Stéphane Clavier (série) : Hervé de Villeneuve
- 2011 : Accident de parcours de Patrick Volson (téléfilm) : Commissaire Lambert
- 2011 : Saïgon, l'été de nos 20 ans de Philippe Venault (téléfilm) : le colonel Imbert
- 2013 : Drumont, histoire d'un antisémite français d'Emmanuel Bourdieu (téléfilm) :  Alphonse Daudet
- 2013-2016 : Tunnel de Dominik Moll (série) : Olivier Pujol
- 2015-2020 : Dix pour cent, créée par Fanny Herrero (série) : Mathias Barneville
- 2016 : Harcelée de Virginie Wagon (téléfilm) : Antoine Masson
- 2018 : Meurtres en Haute-Savoie de René Manzor (téléfilm) : Pierre Garibaldi
- 2018 : Capitaine Marleau de Josée Dayan, épisode Ne plus mourir, jamais (téléfilm) : Richard Tamani
- 2019 : L'Effondrement (série) : Laurent Desmarest
- 2021 : Les Aventures du jeune Voltaire d'Alain Tasma (mini-série) : le duc d'Orléans
- 2021 : L'Absente de Karim Ouaret (mini-série) : Laurent
- 2022 : Heartstopper de Alice Oseman : Stéphane
- 2023 : Piste noire (mini-série) : Major Servoz
- 2023 : Knok, série de Guillaume Duhesme et Bastien Ughetto
- 2024 : Franklin (mini-série) : Charles Gravier de Vergennes
- 2025 : Montmartre de Louis Choquette
- 2025 : Escort Boys (saison 2) de Ruben Alves
- 2025 : Soleil noir (mini-série Netflix) : Arnaud Lasserre
- 2026 : Les Aventurières de Léa Fazer

### Clips (apparitions)
- 2021 : Requiem de Polo & Pan : Monsieur

## Doublage

### Cinéma

#### Films
- Hugh Grant dans (22 films) :
  - Coup de foudre à Notting Hill (1999) : William Thacker
  - Mickey les yeux bleus (1999) : Michael Felgate
  - Le journal de Bridget Jones (2001) : Daniel Cleaver
  - Pour un garçon (2002) : Will
  - L'Amour sans préavis (2002) : George Wade
  - Love Actually (2003) : le Premier ministre britannique
  - Bridget Jones : L'Âge de raison (2004) :  Daniel Cleaver
  - Travaux (2005) : Le voisin
  - American Dreamz (2006) : Martin Tweed
  - Le Come-Back (2007) : Alex Fletcher
  - Où sont passés les Morgan ? (2009) : Paul Morgan
  - Cloud Atlas (2012) : Révérend Giles Horrox / Gérant de l'hôtel / Lloyd Hooks / Denholme Cavendish / Superviseur Rhee / Chef Kona
  - Les Mots pour lui dire (2014) : Keith Michaels
  - Agents très spéciaux : Code UNCLE (2015) : Alexander Waverly
  - Florence Foster Jenkins (2016) : St. Clair Bayfield
  - Paddington 2 (2017) : Phoenix Buchanan
  - The Gentlemen (2020) : Fletcher
  - Donjons et Dragons : L'Honneur des voleurs (2023) : Forge Fitzwilliam
  - Wonka (2023) : Colosse, le Oompa Loompa
  - Unfrosted : L'Épopée de la Pop-Tart (2024) : Thurl Ravenscroft
  - Paddington au Pérou (2024) : Phoenix Buchanan
  - Bridget Jones : Folle de lui (2025) : Daniel Cleaver

- Antonio Banderas dans (5 films) :
  - Péché originel (2001) :  Luis Antonio Vargas
  - Spy Kids (2001) : Gregorio Cortez[5]
  - Frida (2002) : David Alfaro Siqueiros
  - Spy Kids 3 : Mission 3D (2003) : Gregorio Cortez
  - Spy Kids: All the Time in the World (2011) : Gregorio Cortez (scène coupée)

- Pierce Brosnan dans :
  - The Ghost Writer (2010) : Adam Lang
  - Love Is All You Need (2012) : Philip
  - The November Man (2014) : Peter Devereaux

- Jonny Lee Miller dans :
  - Trainspotting (1996) : Simon « Sick Boy » Williamson
  - T2 Trainspotting (2017) : Simon « Sick Boy » Williamson

- Michael Jenn dans :
  - Jeanne d'Arc (1999) : le duc de Bourgogne
  - Danny the Dog (2005) :  Wyeth

- Tim Roth dans :
  - Vatel (2000) : Marquis de Lauzun
  - Funny Games U.S. (2008) : George

- Rupert Everett dans :
  - Stage Beauty (2004) : Charles II d'Angleterre
  - Oh My God ! (2011) : Edmund St. John-Smythe

- Tony Leung Chiu-wai dans : 
  - Les Trois Royaumes (2008) : Zhou Yu
  - The Grandmaster (2013) : Yip Man

- 1966[6] : Le Bon, la brute et le truand : Blondin (Clint Eastwood)
- 1969[7] : Au service secret de Sa Majesté : James Bond 007 (George Lazenby)
- 1996 : Sleepers : Michael Sullivan (Brad Pitt)
- 1996 : La Nuit des rois : Orsino (Toby Stephens)
- 1997 : Anna Karénine : Vronsky (Sean Bean)
- 1998 : The Gingerbread Man : Clyde Pell (Robert Downey Jr.)
- 1998 : Les Idiots : Stoffer (Jens Albinus)
- 1999 : Eyes Wide Shut : Karl (Thomas Gibson)
- 2001 : Jay et Bob contre-attaquent : Silent Bob (Kevin Smith)
- 2002 : Full Frontal : l'agent de Nicholas (David Alan Basche)
- 2002 : L'Enfant au violon : professeur Jiang (Wang Zhiwen)
- 2002 : Le Transporteur : Wall Street (Matt Schulze)
- 2003 : La Couleur du mensonge : Nathan Zuckerman (Gary Sinise)
- 2003 : In the Cut : le détective Malloy (Mark Ruffalo)
- 2004 : Aviator : Ludlow (J.C. MacKenzie)
- 2006 : The Secret Life of Words : Josef (Tim Robbins)
- 2006 : The Fountain : Thomas, Tommy, Tom Creo (Hugh Jackman)
- 2006 : Les Particules élémentaires : Bruno (Moritz Bleibtreu )
- 2007 : I'm Not There : Robbie Clark (Heath Ledger)
- 2008 : L'Échange :  Révérend Briegleb (John Malkovich)
- 2009 : Public Enemies : J. Edgar Hoover (Billy Crudup)
- 2009 : Dans la brume électrique : Elrod Sykes (Peter Sarsgaard)
- 2010 : Tamara Drewe : Andy Cobb (Luke Evans)
- 2010 : L'Arbre : George (Marton Csokas)
- 2011 : Hop : Henry O'Hare (Gary Cole)
- 2011 : Le Discours d'un roi : Édouard VIII (Guy Pearce)
- 2012 : Blanche-Neige et le Chasseur : Finn (Sam Spruell)
- 2012 : Au-delà des collines : Prêtre (Valeriu Andriuta)
- 2012 : Une séparation : Nader (Peyman Maadi)
- 2012 : D'une vie à l'autre : Bjarte Myrdal (Sven Nordin)
- 2013 : Blood Ties : Lieutenant Connellan (Noah Emmerich)
- 2013 : Week-end royal : George VI (Samuel West)
- 2018 : Everybody Knows : Alejandro (Ricardo Darín)
- 2019 : Le Traître : Tommaso Buscetta (Pierfrancesco Favino)
- 2021 : Tre piani : Giorgio (Adriano Giannini)

#### Film d'animation
- 2016 : Le Garçon et la Bête : Iōzen

### Télévision

#### Séries télévisées
- 2009 : The Philanthropist : Teddy Rist (James Purefoy)
- 2018 : Il miracolo : Fabrizio Pietromarchi (Guido Caprino)
- 2018 : A Very English Scandal : Jeremy Thorpe (Hugh Grant) (mini-série)

### Série audio
- 2003 : Les Inconnus dans la maison, de Georges Simenon diffusée en feuilletons sur France Inter en juillet 2003[8]
- 2019 : L'employé : le prêtre, Spotify Studios
- 2022 : Batman : Autopsie : Thomas Wayne, Spotify Studios

## Livres audio
Thibault de Montalembert est le narrateur principal ou co-narrateur des livres audio suivants :
- Les Inconnus dans la maison[9], de Georges Simenon (Gallimard, 2003, co-narrateur)
- Vies minuscules[10], de Pierre Michon (Gallimard, 2004)
- Les Liaisons dangereuses[11], de Pierre Choderlos de Laclos (Gallimard, 2004 ; co-narrateur)
- Le Contraire de un[12] (sélection), de Erri De Luca (Gallimard, 2004)
- Voyage dans le passé[13], de Stefan Zweig (Audiolib, 2009)
- Les Fourmis, le Loup-garou et autres nouvelles[14], de Boris Vian (Audiolib, 2009 ; co-narrateur avec François Marthouret)
- Le Voyage d'hiver[15] (Audiolib, 2009)
- Parle-leur de batailles, de rois et d'éléphants [16], de Mathias Énard (Audiolib, 2011)
- Karoo[17], de Steve Tesich (Audiolib, 2013)
- Goya, voir l'obscur[18], de Jean-Paul Marcheschi (éd. Art 3, 2013)
- La Vérité sur l'affaire Harry Quebert[19], de Joël Dicker (Audiolib, 2013)
- Les Royaumes barbares en Occident[20], de Magali Coumert et Bruno Dumézil (Presses universitaires de France, 2013)
- Canada[21], de Richard Ford (Audiolib, 2014)
- Solo[22], de William Boyd (Audiolib, 2014)
- Le Meilleur des mondes de Adlous Huxley (Audiolib, 2015)
- Le Livre des Baltimore (Audiolib, 2016)
- La vie secrète des arbres : Ce qu'ils ressentent - Comment ils communiquent de Peter Wohlleben (Audiolib, 2017) - Prix du livre audio 2019[23]
- François, portrait d'un absent de Michaël Ferrier (Gallimard - Ecoutez Lire, 2019[24])
- Mon Chien Stupide[25], de John Fante (Lizzie, 2019)
- Les cerfs-volants de Romain Gary, Gallimard, 2019[26] (Coup de cœur Parole Enregistrée et Documents Sonores 2019 de l’Académie Charles-Cros, proclamé le 15 septembre 2019 au Jardin du Musée Jean de la Fontaine à Château-Thierry[27]).
- Le réseau secret de la nature : de l'influence des arbres sur les nuages et du ver de terre sur le sanglier de Peter Wohlleben (Audiolib, 2019[28])
- Les trois jours de Pompéi de Alberto Angela (Audiolib, 2019[29])
- Demande à la poussière de John Fante (Lizzie, 2020[30])
- Tous des chats de Pascal Parisot (le label dans la forêt, 2020[31])
- Les guerres intérieures de Valérie Tong Cuong (Audiolib, 2020[32])
- Yoga de Emmanuel Carrère (Gallimard - Ecoutez Lire, 2020[33]) - Grand prix du livre audio 2021 [34]
- Toutes les familles heureuses de Hervé Le Tellier (Audiolib, 2021[35])
- Siddhartha de Hermann Hesse (Audiolib, 2021[36])
- Vipère au poing de Hervé Bazin (Audiolib, 2023[37]) - Grand prix du livre audio 2024[38]

## Publications
- Et le verbe se fait chair, Éditions de l'Observatoire, 2018.
- Le son de lecture : guide pratique de lecture à voix haute de Jean-Paul Carminati et Bernhard Engel (préface de Thibault de Montalembert), Faubourg 2020[39]

## Décorations
- Officier de l'ordre des Arts et des Lettres (2021)[40]